# The Coalition
The Coalition (dříve Zipline Studios, Microsoft Game Studios Vancouver a Black Tusk Studios) je kanadské vývojářské studio, založené v roce 2010, sídlící ve Vancouveru. Je to dceřiná společnost Xbox Game Studios, v divizi Microsoft Gaming.

## Historie
Společnost byla založena v roce 2010, tehdy pod názvem Zipline Studios. Po vydání své debutové hry Relic Rescue (2011) bylo studio přejmenováno na Microsoft Game Studios Vancouver. V únoru 2012 studio vydalo letecký simulátor Microsoft Flight. Později téhož roku v listopadu byla společnost přejmenována na Black Tusk Studios. Poté, co Microsoft v roce 2014 získal práva na franšízu Gears of War, bylo studio pověřeno vývojem nových her této série. Studio bylo v červnu 2015 přejmenováno na The Coalition a v srpnu vydalo remaster původního Gears of War (2006), Gears of War: Ultimate Edition. V následujících letech studio vyvinulo Gears of War 4 (2016) a Gears 5 (2019). Také spolupracovalo se společnostmi Mediatonic a Splash Damage na vývoji online strategie Gears Pop! (2019) a později hru Gears Tactics (2020). V roce 2021 vytvářeli hry Halo Infinite a The Matrix Awakens. V roce 2023 Xbox oznámil vytváření videohry Gears of War: E-Day.

## Vytvořené hry

### Jako Zipline Studios
| Rok  | Název        | Platforma | Vydavatel      |
| ---- | ------------ | --------- | -------------- |
| 2011 | Relic Rescue | Facebook  | Facebook, Inc. |

### Jako Microsoft Game Studios Vancouver
| Rok  | Název            | Platforma | Vydavatel         |
| ---- | ---------------- | --------- | ----------------- |
| 2012 | Microsoft Flight | Windows   | Microsoft Studios |

### Jako The Coalition
| Rok  | Název                          | Platforma                          | Vydavatel         |
| ---- | ------------------------------ | ---------------------------------- | ----------------- |
| 2015 | Gears of War: Ultimate Edition | Windows, Xbox One                  | Microsoft Studios |
| 2016 | Gears of War 4                 | Windows, Xbox One                  | Microsoft Studios |
| 2019 | Gears Pop!                     | Android, iOS, Windows              | Xbox Game Studios |
| 2019 | Gears 5                        | Windows, Xbox One, Xbox Series X/S | Xbox Game Studios |
| 2020 | Gears Tactics                  | Windows, Xbox One, Xbox Series X/S | Xbox Game Studios |
| 2021 | Halo Infinite                  | Windows, Xbox One, Xbox Series X/S | Xbox Game Studios |
| 2021 | The Matrix Awakens             | PlayStation 5, Xbox Series X/S     | Epic Games        |
| ---  | Gears of War: E-Day            | ---                                | Xbox Game Studios |

### Zrušeno
- Project Columbia[12]